# Casalmaggiore
Casalmaggiore (Casalmagiùr in dialetto casalasco-viadanese) è un comune italiano di 15 087 abitanti della provincia di Cremona in Lombardia.

## Geografia fisica
Casalmaggiore si trova nell'estremità sud orientale della provincia di Cremona, al confine con le province di Mantova e Parma.
Accanto alla città da sempre il Po, uno dei suoi simboli e fedeli compagni, ma anche terribile avversario nelle piene del 1951, 1994 e 2000.
Il centro abitato, in prossimità di Vicobellignano è attraversato dal 45º parallelo nord, la linea equidistante fra il Polo nord e l'Equatore.

## Storia
Ancora non c'è chiarezza sulla genesi esatta della città di Casalmaggiore. Il ritrovamento della "Stazione Enea Casali" nel 1970 al Santuario della Fontana, unitamente ai reperti rinvenuti nella frazione di Fossacaprara, confermano la presenza di insediamenti fin dall'età del bronzo, ma la disposizione della città e il ritrovamento di armi fanno pensare che Casalmaggiore sia stata fondata in epoca romana con il nome di Castra Majora, ovvero "Accampamento Principale".
Il primo documento scritto che citi Casalmaggiore è un'iscrizione rinvenuta sotto un'immagine della Beata Vergine nella chiesa di San Giovanni Battista (collocata un tempo nell'area dell'odierna Isolabella). Attorno al 1000 Casalmaggiore era un castello fortificato sotto il dominio estense e la solitaria rocca di via Vaghi ne è una traccia. Sotto la dominazione veneziana, nel XV secolo, Casalmaggiore aveva la giurisdizione "sugli uomini e le ville" di Rivarolo Intus (odierna Rivarolo del Re), Villanova, Gambalone, Camminata, Cappella di Staurci, Quattrocase, Casalbellotto, Roncadello, Staffolo, Fossacaprara, Vicomoscano, Motta dei Maltraversi, corrispondenti a grandi linee alle odierne frazioni. Nel 1247, Casalmaggiore venne assediata e saccheggiata dalle flotte di Mantova e Ferrara e dai parmigiani.
Durante la dominazione veneziana, Casalmaggiore ribadì la propria vocazione commerciale, grazie alla propria collocazione geografica. Proprio a causa di questa ubicazione strategica, nel Cinquecento molti potentati posarono gli occhi sulla città, tra cui il Ducato di Milano e il Marchesato di Mantova, senza dimenticare l'attenzione delle truppe francesi e spagnole. Nell'inverno del 1515, infatti, l'esercito del re di Francia Francesco I poté attraversare il Po, allora ghiacciato, e assalì Casalmaggiore. Nel 1539 vi si rifugiò l'artista Parmigianino, in fuga da Parma, morendovi l'anno successivo. Sul finire del Seicento, prese corpo l'idea di creare una vera e propria signoria di Casalmaggiore.
Negli anni a cavallo tra il Millequattrocento e il Millecinquecento Casalmaggiore, terra di confine ambita da più potenze, ebbe modo di ottenere nel novembre del 1500 da parte della Serenissima Repubblica di Venezia la ratifica ufficiale dei propri Statuti che la rendevano autonoma dalla giurisdizione di Cremona. Gli Statuti stavano ad indicare le raccolte sistematiche delle leggi fondamentali del Comune e delle Corporazioni. Negli Statuti confluivano norme consuetudinarie formatesi nei secoli, ma prive di ufficialità e anche formule di promesse e di impegni che i magistrati del Comune si assumevano di fronte al popolo e viceversa. Fu grazie all'abilità diplomatica del cittadino, il patrizio Leonardo Chiozzi, poi celebrato come "pater patriae" e di suo fratello Andrea, entrambi oratori della "Comunitas ed homines Casalis Maioris", che gli Statuti furono ratificati ufficialmente. Questo rappresentò per Casalmaggiore il periodo in cui si costituì come piccola entità statuale, poiché vennero sottoposte alla sua giurisdizione le ville (frazioni) del territorio circostante che formarono il suo contado. In virtù di questi Statuti, Casalmaggiore si elevò di grado e si inserì a pieno titolo nel processo che la vide affrancarsi dalla dipendenza di una città dominante quale era Cremona, per costituirsi in autonomo soggetto politico.
Tale periodo, secondo testimonianze storiche (Romani, Lodi), ha rappresentato per gli abitanti di Casalmaggiore una specie di "età dell'oro" in cui fioriva il commercio di vino, gualdo, canapa, zafferano ed altro, scambiati, tramite la via fluviale del Po, con spezie e mercanzie di grande valore provenienti da Venezia. In tal modo la città era diventata un importante porto e punto di rifornimento per i mercati del circondario. Tutto ciò a vantaggio di una diffusa agiatezza che si trasformava in cultura, feste, giostre e altri "virtuosi" trattenimenti organizzati sia da parte dei nobili che dai popolani in un clima di pace e familiarità che ancor oggi si vorrebbe auspicare. L'accordo tra Casalmaggiore e la Serenissima venne ufficializzato dal Doge Agostino Barbarigo il 21 novembre 1500 e costituì un evento importantissimo perché sulla sua falsariga furono redatte successivamente le ristampe che, di secolo in secolo, portarono Casalmaggiore al felice coronamento del suo sviluppo storico con la proclamazione a città. Il manoscritto originale del documento veneziano è ancora conservato nell'Archivio Storico del Comune.
Nel 1754 Maria Teresa d'Austria concesse a Casalmaggiore il titolo di città; tale riconoscimento non fu dato per meriti particolari ma a parziale rimborso dei crediti che Casalmaggiore vantava nei confronti dell'Austria. Negli anni successivi la comunità locale poté ospitare l'imperatore d'Austria Giuseppe II.

Dal 1787 al 1797 Casalmaggiore fu capoluogo dell'omonima provincia, ottenuta dallo smembramento del Contado di Cremona.
Casalmaggiore passò poi attraverso la dominazione napoleonica e i vari stati che si succedettero in breve tempo finché, dopo il Congresso di Vienna, entrò nel Regno Lombardo-Veneto, in provincia di Cremona.
Dopo la seconda guerra di indipendenza (1859) fu unita al Regno di Sardegna, che nel 1861 divenne il Regno d'Italia. Casalmaggiore divenne capoluogo di un circondario della provincia di Cremona. Nel 1862 Casalmaggiore ricevette la visita di Giuseppe Garibaldi.
Tra il 1884 e il 1887, la città fu raggiunta dalla ferrovia proveniente da Piadena e da Parma (l'attuale Parma-Brescia). Casalmaggiore fu per qualche decennio a cavallo dei secoli XIX e XX uno snodo tranviario fra la rete cremonese e quella mantovana. Nel 1886 presso la frazione di Ponte Majocche fu istituita una fermata della tranvia Mantova-Viadana, mentre nel 1888 fu aperta la linea proveniente da Cremona e una breve diramazione per Ponte Majocche la quale attraversava il centro della città.
Nel 1915 le frazioni di Brugnolo, Rivarolo del Re e Villanova furono distaccate dalla città, andando a formare il nuovo comune di Rivarolo del Re ed Uniti.

### Simboli
Lo stemma attuale risale al 1592 ed è stato riconosciuto con decreto del capo del governo del 17 ottobre 1932, conservato presso l'Archivio storico del Comune di Casalmaggiore insieme al documento che conferisce il titolo di città. In precedenza al centro del fornice stava un cane a guardia dell'entrata. Il 6 maggio 1754 l'imperatrice Maria Teresa d'Asburgo concesse a Casalmaggiore il titolo di città e allo scudo fu aggiunto il capo con l'aquila imperiale di nero. Le figure del cane e dell'aquila furono eliminate dopo le guerre d'indipendenza italiane.
Nella seduta del 30 giugno 2025 il consiglio comunale ha deliberato l'avvio delle pratiche per l'ottenimento del decreto di riconoscimento del gonfalone – un drappo di azzurro con ricami dorati e l'iscrizione "Città di Casalmaggiore" – e della bandiera – un drappo partito di bianco e di azzurro caricato al centro dello stemma comunale –.

## Monumenti e luoghi d'interesse
Casalmaggiore si sviluppa e si ramifica intorno alla piazza Garibaldi, dove si trova il centro principale della città con il Palazzo comunale in stile neogotico. Il Palazzo comunale venne edificato tra il 1891 e il 1895 seguendo il progetto dell’architetto Giacomo Misuraca di Palermo, cui si aggiunsero modifiche apportate dagli ingegneri casalaschi Cesare Valenti e Cavour Beduschi.

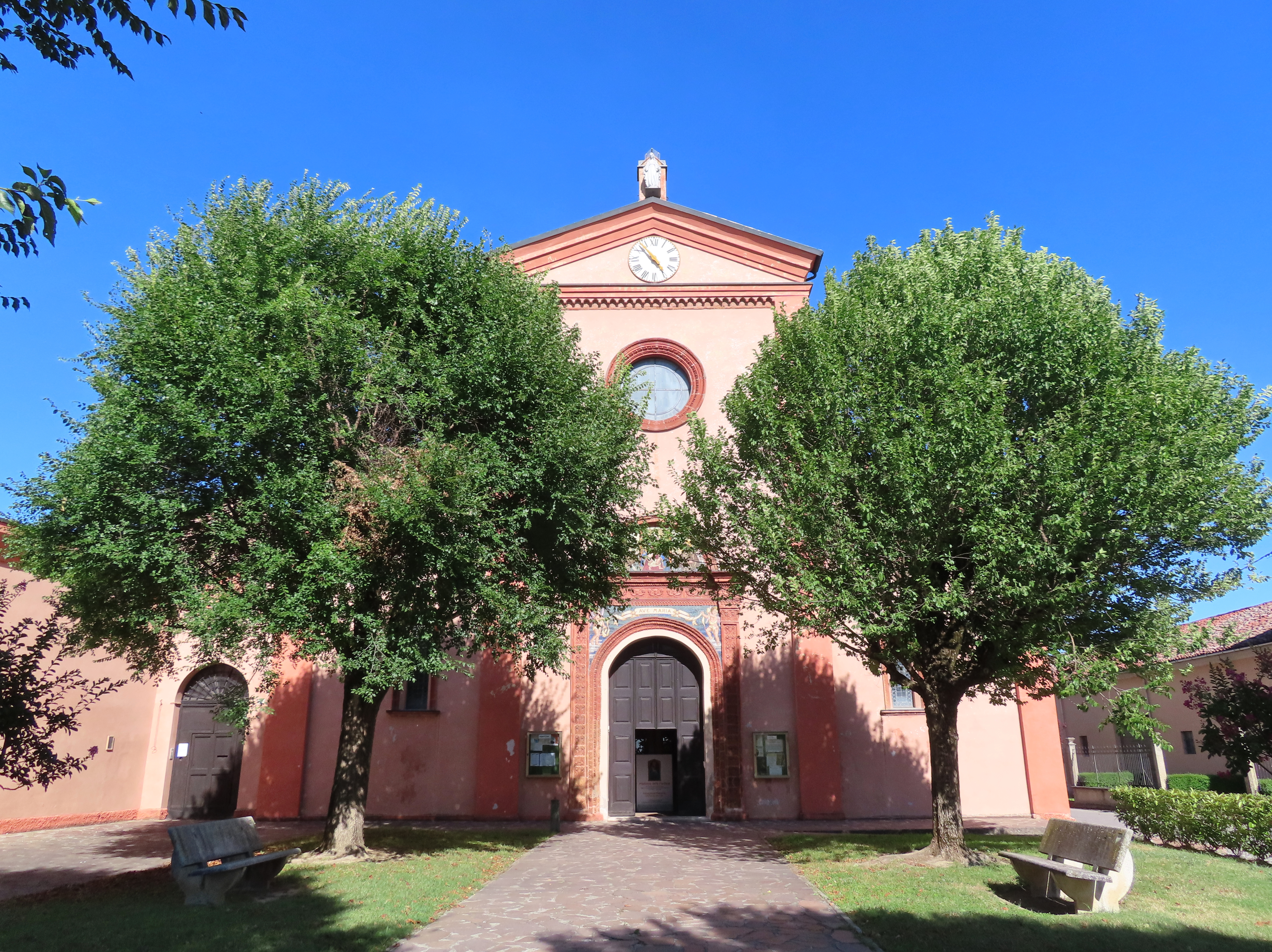
Santuario della Madonna della Fontana

Di interesse turistico sono anche il Duomo, il Museo del Bijou, il Museo Diotti, il monumento a Carlo Alberto Dalla Chiesa, Palazzo Martinelli, il Torrione estense, la chiesa ed il convento di Santa Chiara, la chiesa di San Leonardo, la chiesa di Santa Maria del Popolo (comunemente conosciuta come Chiesa dell'Ospedale di fine XVI secolo), il convento di San Francesco, la chiesa di San Francesco (Il cui restauro fu realizzato su progetto dell'architetto Giuseppe Boattini e al suo interno è conservato il Cristo deposto, scultura marmorea di Jacopino da Tradate) il Teatro comunale (fine Settecento), il santuario Madonna della Fontana dove la tradizione narra sia sepolto il famoso pittore Girolamo Francesco Maria Mazzola, detto il Parmigianino, le rive del Po e l’idrometro (metà Settecento).
Inoltre, sono presenti numerosi palazzi:
- Palazzo comunale e piazza Garibaldi
- Palazzo Mina - Tentolini
- Palazzo Melzi
- Palazzo Camozzi
- Palazzo Favagrossa
- Palazzo Lanciani Rocca
- Palazzo Manganelli
- Palazzo Porcelli
- Palazzo Contini
- Palazzo dei Barnabiti (Biblioteca, Auditorium)
- Palazzo Martinelli

## Società

### Evoluzione demografica
Abitanti censiti

### Etnie e minoranze straniere
Secondo i dati ISTAT al 1º Gennaio 2022 la popolazione straniera residente era di 2.442 persone, ossia il 16,3% della popolazione residente. Le nazionalità maggiormente rappresentate in base alla loro percentuale sul totale della popolazione straniera residente erano:
1. Ghana 498 - 20,4%
2. Romania 407 - 16,67%
3. Albania 355 - 14,57%
4. India 348 - 14,27%
5. Marocco 197 - 8,07%

## Cultura

### Musei
- Museo del Bijou
- Museo Diotti

### Organizzazioni musicali
- Società Musicale Estudiantina

### Festival
Casalmaggiore è patria di due festival di musica, uno barocco e l'altro classico. Venetia Picciola si occupa di riscoprire e valorizzare la produzione artistica, soprattutto musicale, del territorio e si tiene tra fine Aprile e inizio Maggio. International Festival è invece un insieme di masterclass per giovani musicisti di tutti i conservatori del mondo e propone alla cittadinanza concerti gratuiti durante l'intero periodo di Luglio.
- Venetia Picciola Festival
- International Festival di Casalmaggiore

Dal 2012 viene organizzato il Casalmaggiore Jazz Day, un concerto benefico di musica jazz organizzato da alcuni volontari con il supporto della Società Musicale Estudiantina in occasione dell'International Jazz Day, la giornata mondiale del jazz indetta dall'UNESCO. Il concerto, che si svolge ogni 30 aprile, viene svolto da più di 40 musicisti, professionisti e non. Il ricavato viene utilizzato per organizzare delle lezioni formative presso le scuole primarie del territorio in cui i musicisti illustrano gli strumenti e le caratteristiche della musica jazz. Negli anni, hanno partecipato al Casalmaggiore Jazz Day importanti musicisti italiani come Emilio Soana, Mauro Negri, Emiliano Vernizzi.

## Geografia antropica
Il territorio comunale comprende, oltre al capoluogo, le frazioni di Agoiolo, Cappella, Camminata, Casalbellotto, Fossacaprara, Motta San Fermo, Quattrocase, Roncadello, Valle, Vicobellignano, Vicoboneghisio e Vicomoscano.

## Infrastrutture e trasporti
Casalmaggiore è interessata dal percorso delle strade statali 343 Asolana, 358 di Castelnovo e 420 Sabbionetana. Il servizio di collegamento con Mantova e Cremona è costituito da autocorse svolte rispettivamente dalle aziende APAM e KM. In passato la località, assieme alla frazione di Ponte Majocche, fungeva da importante snodo fra le seguenti tranvie extraurbane:
- Cremona-Casalmaggiore, attiva fra il 1888 e il 1954, gestita dalle Tramvie Provinciali Cremonesi
- diramazione Casalmaggiore-Ponte Majocche, attiva fra il 1888 e il 1934, gestita dalla medesima società
- tranvia Mantova-Viadana, attiva fra il 1886 e il 1933, gestita della società Valentini e Mazzorin e dal 1903 direttamente a cura dell'Amministrazione provinciale[15].

Attualmente è presente una stazione ferroviaria (la stazione di Casalmaggiore) appartenente alla ferrovia Brescia-Parma.

## Sport

### Pallavolo
La principale squadra locale è la VBC Volleyball Casalmaggiore — ora chiamata Trasporti Pesanti Casalmaggiore —, fondata nel 2008, vincitrice del campionato di serie A1 2014-15, della Supercoppa italiana 2015 e della CEV Champions League 2015-16 di pallavolo femminile. Nella Stagione 2022-2023 la VBC ha festeggiato i dieci anni consecutivi nella Serie A1 italiana; fino al 2015 ha giocato a Viadana (MN) in seguito a Cremona.

### Canottaggio
Il canottaggio vanta una lunga tradizione di successi nazionali e internazionali, grazie alla Società Canottieri Eridanea. Spiccano i risultati di:
- Gianluca Farina, oro ai Giochi Olimpici di Seul e bronzo ai Giochi Olimpici di Barcellona
- Simone Raineri, oro ai Giochi Olimpici di Sydney e argento ai Giochi Olimpici di Pechino
- Alessandra Montesano, quarto posto ai Giochi Olimpici di Tokyo

### Atletica leggera
- Oro: Tokyo 2020 - 37"50 (Lorenzo Patta, Marcell Jacobs, Fausto Desalu, Filippo Tortu) , Fausto Desalu, nato a Casalmaggiore, si è allenato ed è cresciuto nell'Atletica Interflumina di Casalmaggiore.

### Calcio
Unione Calcio Casalese 1909 è la squadra calcistica cittadina e gioca le partite casalinghe nello stadio "Icio Ferrari" (capienza circa 800 posti). I colori sociali sono il bianco ed il celeste. Vanta diverse partecipazioni al Campionato Nazionale Dilettanti. Attualmente la compagine milita in Prima Categoria.

## Amministrazione
̟
| Periodo        | Periodo                                       | Primo cittadino     | Partito                                                                  | Carica  | Note |
| -------------- | --------------------------------------------- | ------------------- | ------------------------------------------------------------------------ | ------- | ---- |
| 23 aprile 1995 | 13 giugno 1999                                | Massimo Araldi      | Lista civica di centrosinistra                                           | Sindaco |      |
| 13 giugno 1999 | 26 giugno 2004                                | Luciano Toscani     | Lista civica di centrosinistra: Una città per l'uomo                     | Sindaco |      |
| 26 giugno 2004 | 7 giugno 2009                                 | Luciano Toscani     | Lista civica di centrosinistra: Una città per l'uomo                     | Sindaco |      |
| 7 giugno 2009  | 25 maggio 2014                                | Claudio Silla       | Lista civica di centrosinistra: Insieme, Casalmaggiore e le sue frazioni | Sindaco |      |
| 26 maggio 2014 | 10 giugno 2019                                | Filippo Bongiovanni | Lista civica di centrodestra: Casalmaggiore è viva                       | Sindaco |      |
| 11 giugno 2019 | 13 giugno 2024 [ 13 giugno 2024] [ in carica] | Filippo Bongiovanni | Lista civica di centrodestra: Casalmaggiore è viva                       | Sindaco |      |

### Gemellaggi
- Guilherand-Granges[16]
- Loznica[17]
- Tarnów[18]